# Убальда, оголена і гаряча
«Убальда, оголена і гаряча» («Quel gran pezzo dell'Ubalda tutta nuda e tutta calda») — італійська еротична комедія 1972 року, знята режисером Маріано Лауренті на кіностудії «Lea Film», з Едвіж Фенек у головній ролі.

## Сюжет
За часів Середньовіччя, нескладний лицар повертається додому, до дружини, яка чекає на нього. Чуттєва і прекрасна, вона встигла обзавестися кількома залицяльниками за час його відсутності. Однак, зберегти вірність їй допоміг пояс цнотливості, ключ від якого вона тепер намагається виманити у свого чоловіка. У огрядного сусіда лицаря ті ж проблеми з його ефектною на вигляд дружиною. Ба більше, обидва сусіди мають прихильність до дружин один одного, що змушує їх винаходити дедалі витонченіші засоби, які зможуть перешкодити замаху на їхню власність.

## У ролях
- Едвіж Фенек: Убальда
- Піппо Франко: Олімпіо де'Паннокк'єші
- Умберто Д'Орсі: майстер Одерізі
- Карін Шуберт: Ф'ямма
- Піно Феррара: маніакальний чернець
- Джино Паньяні: майстер Деодато, коваль
- Альберто Соррентіно: нотаріус Адоне Беллецца
- Ренато Малавазі: лікар
- Данте Клері: художник Кантарано Да Нола
- Ермелінда Де Феліче: медсестра Ф'ямми
- Енні Керол Едел: Філіппа
- Габріелла Джорджеллі: дівчина в сараї
- Нелло Рів'є: епізод

## Знімальна група
- Режисер: Маріано Лауренті
- Сценаристи: Тіто Карпі, Карло Вео, Лучано Мартіно
- Продюсер: Лучано Мартіно
- Оператор: Клементе Сантоні
- Композитор: Бруно Ніколаі[it]
- Художник: Антоніо Візоне